# Хасинто Бенавенте
Хасинто Бенавенте-и-Мартинес (на испански: Jacinto Benavente y Martínez) е един от най-изтъкнатите испански драматурзи, автор на 172 пиеси и лауреат на Нобелова награда за литература за 1922 година. Една от най-известните му пиеси е Необичана от 1913 г.